# 圣多明我堂 (费拉拉)
圣多明我堂（Chiesa di San Domenico）是意大利费拉拉的一座罗马天主教教堂，位于 piazza Sacrati 10号。

## 历史

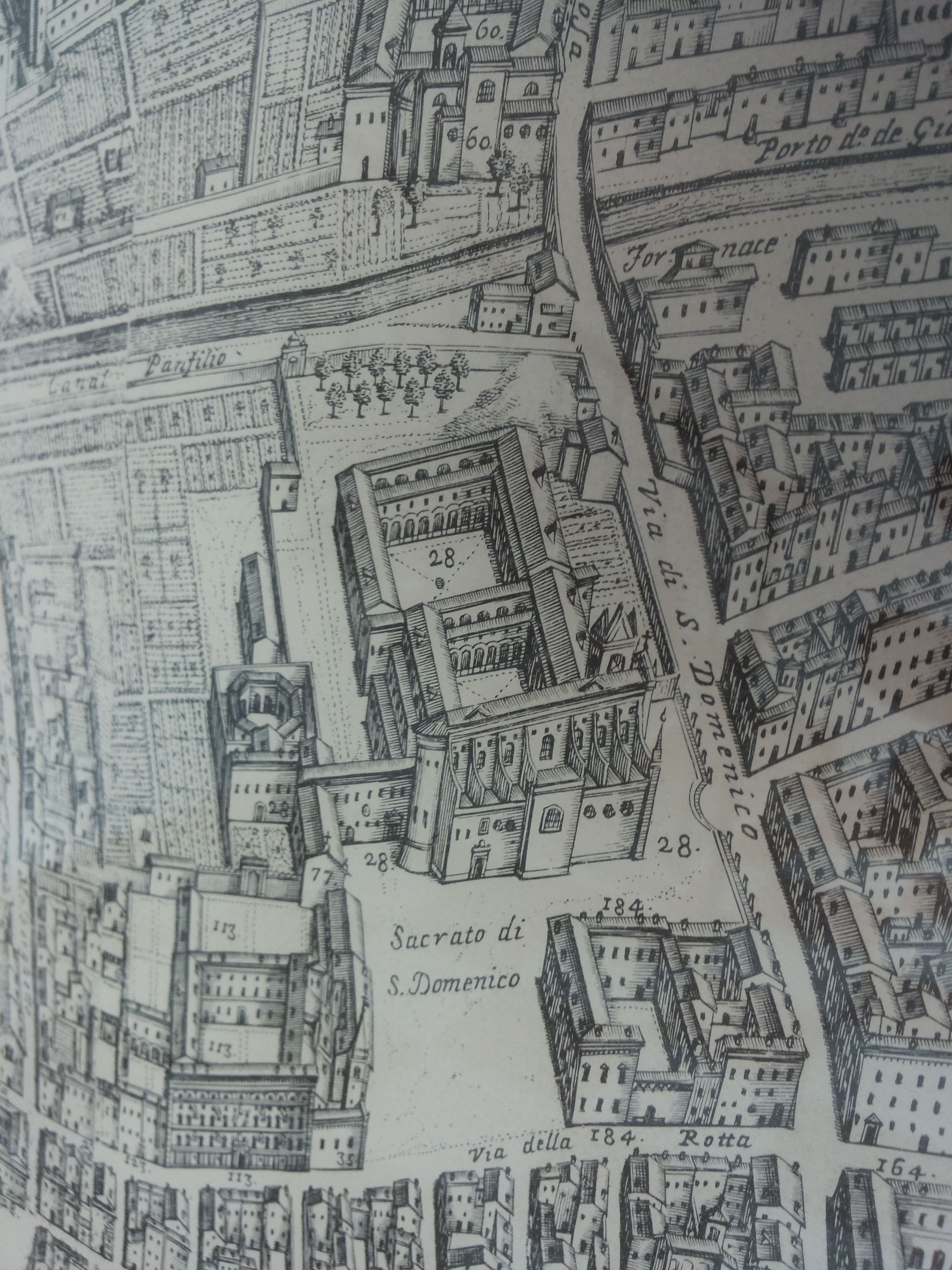

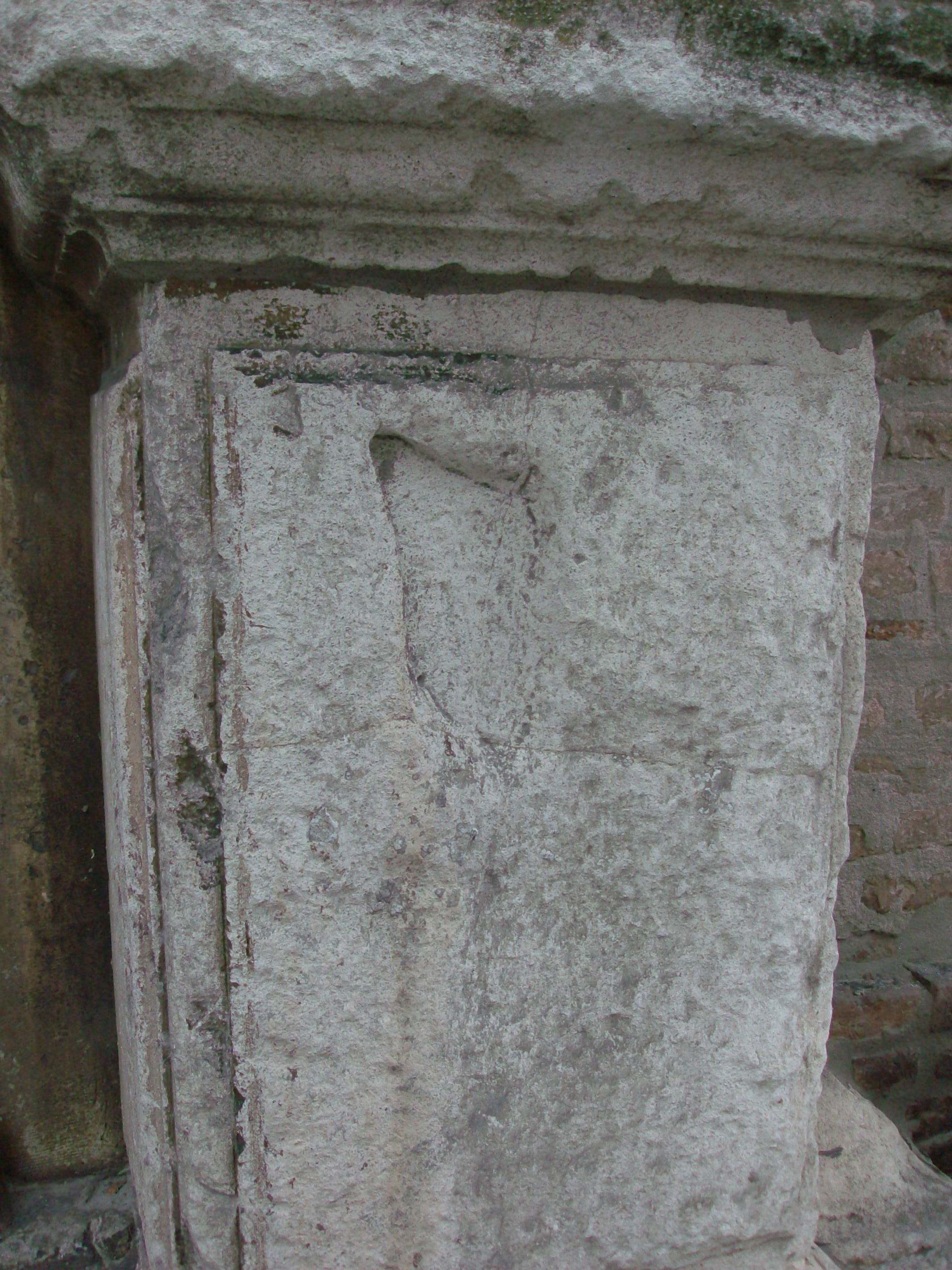

目前的教堂建于1726年，由建筑师温琴佐·桑蒂尼设计。但最早的教堂建于1274年。据称多明我在此讲授自然科学，医学，天文学和数学，并设立宗教裁判所。